# Agenda 47

Logo Agenda 47

Die Agenda 47 ist das Wahlprogramm Donald Trumps für die Präsidentschaftswahl in den Vereinigten Staaten 2024. Der Name bezieht sich darauf, dass Trump der 47. Präsident der Vereinigten Staaten ist. Seit September 2024 verlinkt die Webseite der Trump-Kampagne nur noch auf eine verkürzte Fassung seiner Vorhaben und zusätzlich auf die Plattform des Republican National Committees. Die Weblinks zu detaillierteren Inhalten der Agenda 47 bleiben aber auf der Trump-Webseite erhalten.
Kaum im Amt begann Trump wie vorgesehen mit Massenentlassungen von Beamten.

## Programmpunkte (Auswahl)

### Massenaustausch staatlich Beschäftigter mit Schwerpunkt im Justizbereich
Um den von ihm so benannten „Tiefen Staat“ (bzw. Deep State) aufzulösen, will Trump Massenentlassungen staatlicher Beschäftigter vornehmen, insbesondere „korrupte(r) Bürokraten, die aus der Justiz eine Waffe gemacht haben“ und „korrupte(r) Akteure im Sicherheits- und Geheimdienstapparat“. Dies bezieht sich auf Strafverfolger, die ihn anklagten und gegen ihn ermittelten. Erreichen will er dies mit einer Erneuerung der „Schedule F“-Verträge, die er am Ende seiner ersten Amtszeit mit einer Executive Order verfügte und die den betroffenen Beschäftigten den Schutz vor Entlassungen und Versetzungen nimmt. Die Order wurde nach Trumps Machtverlust außer Kraft gesetzt. Ferner will er alle öffentlich Beschäftigten einem neuen Eignungstest unterziehen. Ferner will Trump 100 Bundesanwälte einstellen, die auf seiner politischen Linie liegen und Untersuchungen gegen seiner Meinung nach linkslastige Bezirksstaatsanwälte einleiten, das Justizministerium soll darüber hinaus eine Task Force erhalten, die „anti-konservative Vorurteile“ an Universitäten und in Anwaltskanzleien bekämpft.
Die Agenda sieht den Abbau bundesstaatlicher Regulierung durch die Wiederherstellung der Executive Order 13771 vor. Dieses Dekret soll außerdem durch eine Anerkennung des Kongresses ständige Gültigkeit erlangen. Der Congressional Budget and Impoundment Control Act soll angefochten werden.
Ernennung von 100 US-Staatsanwälten, die „das genaue Gegenteil der Bezirksstaatsanwälte von Soros sein werden“. Umstrukturierung des Justizministeriums und des FBI. Einleitung von Bürgerrechtsermittlungen gegen „marxistische Bezirksstaatsanwälte“ in Chicago, San Francisco, Los Angeles und anderen Städten, einschließlich „bundesstaatlicher Vorladungen ihrer Mitarbeiter, ihrer E-Mails und ihrer Aufzeichnungen, um festzustellen, ob sie eklatant gegen das Bundesgesetz über Bürgerrechte verstoßen haben“. Bekämpfung der Radikalisierung der juristischen Fakultäten, Reform der Anwaltskammern und Beendigung der „Säuberung konservativer Anwälte aus großen Anwaltskanzleien“.

### Bildungspolitik
Trump plant einerseits die Auflösung der bundesweiten Schulbehörde, andererseits aber direkte und massive Eingriffe des Präsidenten in den Unterricht an den Schulen. Er will die bundesstaatliche Unterstützung sämtlicher Schulen stoppen, die „Critical Race Theory“, „Genderideologie“ oder andere „inadäquate“ Lehrinhalte unterrichten. Im Rahmen eines neuen Akkreditierungsprogramms sollen nur noch Lehrer zugelassen werden, die „patriotische Werte“ vermitteln. Programme zur Förderung von Diversität, Gleichheit und Inklusion (Diversity, equity, and inclusion: DEI) sollen gestrichen werden. Durch eine Parental Bill of Rights sollen die Eltern das Recht erhalten, die schulischen Lehrinhalte zu bestimmen und die Führung der Schulen zu wählen. Er will das derzeitige System der Akkreditierung von Hochschulen und Colleges durch ein neues ersetzen, das an konservativen Werten orientiert ist, und Hochschulen, die dieses Verfahren verweigern sowie – wie etwa die Harvard University - „Kommunisten und Dschihadisten“ ausbilden, mit hohen Strafen belegen. Aus dem hieraus erzielten Erlös soll eine Online-Akademie finanziert werden, die „keine Wokeness oder Dschihadismus“ lehrt.
Die Agenda sieht außerdem einen sofortigen Schulverweis von gewalttätigen Schülern, eine Reaktivierung der 1776-Kommission sowie die Schließung des Bildungsministeriums der Vereinigten Staaten vor.

### Energiepolitik
Die USA sind erneut aus dem Pariser Klimaabkommen ausgestiegen. Joe Bidens Programm zur Förderung von Elektromobilität soll gestoppt werden. Trump wird ein umfangreiches Programm zur Suche nach Kohle, Öl und Gas auf öffentlichem Land initiieren und diese Energien steuerlich begünstigen.

### Migration
Trump will „am ersten Tag seiner Amtszeit“ das Recht, die US-Staatsbürgerschaft durch Geburt auf US-amerikanischem Boden zu erwerben, für „illegale Migranten“ aufheben. Dies wäre eine verfassungsrechtlich ungeklärte neue Auslegung des 14. Zusatzartikels, der allen auf dem Boden der USA geborenen Menschen die Staatsbürgerschaft der USA zusichert. Weitere Anordnungen des Präsidenten und der Exekutive sollen ausschließen, dass Migranten ohne Dokumente staatliche Hilfen in irgendeiner Form erhalten, die Grenze für Asylbewerber völlig schließen, die Anerkennung von Flüchtlingen beenden, die Green-Card-Lotterie und die Vergabe von Arbeitsvisa stoppen, sämtliche Bundesmittel für Sanctuary Cities streichen und ein Zentrum für die „genaueste Überprüfung“ sämtlicher Bürger eines anderen Staates schaffen. Weitere Planungen Trumps sehen unverzüglich nach seinem Amtsantritt großflächige Verhaftungen „illegaler Migranten“ und deren Unterbringung in grenznahen Lagern sowie anschließende Deportation vor.

### Außen- und Verteidigungspolitik
Trump behauptet, er sei in der Lage, den Krieg zwischen Russland und der Ukraine noch vor seiner Amtseinführung zu stoppen. Er will die amerikanischen Ausgaben für die Ukraine beenden und verlangt von den Europäern, diese Ausgaben der USA für Waffen und Munition zu ersetzen. Ob er einen Rückzug Russlands aus den seit 2022 eroberten ukrainischen Gebieten verlangt, ist unklar.
Der Plan sieht vor „alle Kriegstreiber und Amerika-Last Globalisten im Tiefen Staat, dem Pentagon, dem Außenministerium und dem nationalen sicherheitsindustriellen Komplex“ zu entlassen. „Zweck und Mission der NATO“ sollen „neu bewertet werden“.

### Kriminalitätsbekämpfung
Trump plant die Entsendung der Nationalgarde in Städte mit hoher Kriminalität wie etwa Chicago. Er will die Zahlung von Bundesmitteln zur Kriminalitätsbekämpfung von der Befolgung umstrittener Polizeitaktiken wie stop-and-frisk abhängig machen. Der Polizei soll erlaubt werden, auf frischer Tat ertappte Ladendiebe zu erschießen. Er will die bundesweiten Regeln zur Bestrafung von Minderjährigen verschärfen.
Die Agenda sieht die Todesstrafe für Drogendealer und Menschenhändler vor. Die Agenda will dem Kongress vorschlagen, die mexikanischen Drogenkartelle als ausländische Terrororganisationen einzustufen, um sie dann mithilfe militärischer Mittel, insbesondere unter Einsatz US-amerikanischer Spezialkräfte, zu zerschlagen und ihre Finanzierungsströme zu unterbinden.

### Wirtschaftspolitik
Trump plant die Einführung eines pauschalen Zolls von mindestens 10 % auf alle Importe aus dem Ausland. Der Präsident soll berechtigt werden, Strafzölle gegen Handelspartner zu verhängen, die seiner Meinung nach die USA benachteiligen. Er will Importe von Schlüsseltechnologien wie Elektronik, Stahl und Arzneimittel aus der Volksrepublik China sowie den Kauf von amerikanischen Unternehmen, die in diesen Bereichen tätig sind, durch chinesische Firmen verbieten. Des Weiteren sieht die Agenda Beschränkungen des chinesischen Eigentums an Infrastruktur in den Vereinigten Staaten, einschließlich Energie, Technologie, Telekommunikation, Ackerland, natürlichen Ressourcen, medizinischen Bedarfs und anderen strategischen nationalen Vermögenswerten vor. Alle zukünftigen chinesischen Käufe werden verhindert und Chinesen werden gezwungen, alle aktuellen Beteiligungen zu verkaufen. Außerdem sieht die Agenda eine Minderung des Handelsdefizits mit China vor.

### Sozialpolitik
Die Agenda will die Mittel für Medicare und Social Security zwar nicht antasten, dies aber durch Einsparungen von Ausgaben für „illegale Migranten“, „korrupte fremde Staaten“, „linksorientierte Gender-Programme im Militär“ und „Klima-Extremismus“ erreichen. Bundesbehörden sollen verpflichtet werden, nur noch in den USA produzierte Medikamente zu kaufen. Pharmaunternehmen sollen nur noch die niedrigsten Preise, die sie von ausländischen Kunden erhalten, bezahlt bekommen, der Verkauf von „essenziellen Medikamenten“ an Behörden anderer Staaten soll untersagt werden. Als Unterkunft für Obdachlose sollen Zeltstädte außerhalb von Ortschaften mit Ärzten und Sozialarbeitern gebaut werden; wer nicht bereit ist, sie aufzusuchen, soll verhaftet werden.
Per Präsidialerlass wird ein Verbot von Investitionen in Environmental, Social and Governance-relevante Aspekte (ESG) in 401(k)-Pläne, Renten und Altersvorsorgekonten verhängt. Der Kongress soll ein dauerhaftes Verbot dazu erlassen.
Der Zunahme chronischer Krankheiten und Gesundheitsprobleme, insbesondere bei Kindern („Autismus, Autoimmunerkrankungen, Fettleibigkeit, Unfruchtbarkeit, schwere Allergien und Atemwegsprobleme“) soll entgegengewirkt und nach deren Hauptursache gesucht werden. Dies soll durch die Einrichtung einer „speziellen Präsidentenkommission unabhängiger Köpfe geschehen, die nicht von der Pharmaindustrie gekauft und bezahlt werden.“
Senkung der Medikamentenkosten durch die Unterzeichnung einer Executive Order, in der „die Pharmaindustrie dazu verpflichtet ist, im Ausland nur den besten Preis zu zahlen, den sie ihnen bietet“. Dies wird Trump zufolge „die Pharmaindustrie dazu zwingen, die Preise im Ausland zu erhöhen und für amerikanische Patienten erheblich zu senken“. Die Agenda sieht die Rückholung der Produktion von als essentiell betrachteten Medikamenten in die USA vor.
Die Agenda sieht die Aufhebung von Bidens Gleichstellungsdekret Executive Order 13985 vor.
Bekämpfung der Obdachlosigkeit mit den Geldern, die unter einer Regierung der demokratischen Partei angeblich für die Ukrainehilfen aufgewendet worden wären. Um die Obdachlosigkeit von Veteranen gänzlich auszumerzen, sollen außerdem Gelder verwendet werden, die sonst angeblich für die Unterbringung und den Transport von Immigranten gedacht sind.

### Bau- und Verkehrswesen
Durchführung eines Wettbewerbs zur Gründung von bis zu 10 neuen Städten („Freedom Cities“) auf unerschlossenem Bundesgebiet. Revolutionierung des Transportwesens durch Förderung der Entwicklung von Flugautos.

### Rechte sexueller Minderheiten
Trump will gesetzlich durch den Kongress festlegen lassen, dass es nur zwei Geschlechter, männlich und weiblich, gibt und dass diese bei der Geburt festgelegt werden. Er will die Vergabe von Mitteln für genderaffirmative Medizin durch Medicare und Medicaid stoppen, Kliniken, die Transgender-Medizin anbieten, sollen wegen angeblicher Verstöße gegen Hygiene- und Sicherheitsstandards geschlossen werden oder keine Bundesmittel mehr erhalten. Der Kongress soll Transgender-Behandlungen an Minderjährigen in allen 50 Bundesstaaten verbieten. Schulen sollen gezwungen werden, die Kernfamilie als einzig akzeptable Lebensform darzustellen und bei „Diskussionen über Gender“ ihre Förderung verlieren.

## Rezeption

### Vergleich mit Project 2025
Beobachter wiesen zunächst auf die Ähnlichkeiten von Trumps Agenda mit dem Project 2025 der Heritage Foundation hin, von dem Trump sich offiziell distanzierte. Die Agenda 47 und das Projekt 2025 beinhalten über 40 übereinstimmende Maßnahmen, darunter: Ausbau der Macht des Präsidenten, die Neuauflage von Schedule F (eine Beamtenstelle, die Entlassungen vereinfacht), Kürzungen im Bildungsministerium, Massenabschiebungen illegaler Einwanderer, Todesstrafe für Drogendealer und Menschenhändler und den Einsatz der US-Nationalgarde in liberalen Städten mit hoher Kriminalitätsrate oder solchen, in denen „Unordnung herrscht“. Siebzehn Maßnahmen würden die Zustimmung des Kongresses erfordern. Einige seiner Pläne sind rechtlich umstritten, wie etwa die Abschaffung des Geburtsortsprinzips, und könnten eine Änderung der US-Verfassung erfordern.

### Weitere Rezeption
Viele Punkte der Agenda 47 sprechen laut Beobachtern besonders Evangelikale an, so die Gegnerschaft gegen Transgender und alle Versuche, Geschlechtsidentität an Bildungsinstitutionen zu diskutieren; die Agenda wertet den Schutz der traditionellen Familie durch das Verbot von Genderthemen als „Beitrag zur Verhinderung des Dritten Weltkriegs“, der durch „Marxisten“ im Bildungssystem sowie durch „globalistische“ Eliten und Länder wie China gefördert werde. Zu Abtreibung und In-Vitro-Fertilisation enthält die Plattform aber keine Aussage.
Christliche Kommentatoren verwiesen auch auf die Kluft zwischen der Befürwortung von „Law and Order“ durch die Republikaner, der unnachsichtigen Verfolgung illegaler Migration (Mike Davis, ein Trump-Berater: “We’re gonna put kids in cages. It’s gonna be glorious.” – „Wir werden Kinder in Käfige stecken. Es wird wunderbar.“) und dem Schuldspruch Trumps durch eine Jury. Die Folgen der Agenda für sexuelle Minderheiten in den Bereichen Bildung, medizinische Versorgung und Militär werden als verheerend eingeschätzt.
Seine Pläne gelten laut Margaret Hartmann vom New York Intelligencer als „selbst für ihn überraschend extrem, drakonisch und verrückt“. Experten für höhere Bildung bewerteten Trumps Pläne zur Beseitigung des derzeitigen Akkreditierungssystems von Hochschulen als Angriff auf die akademische Freiheit und die Autonomie der Universitäten. Sie erklärten übereinstimmend, dass ihnen keine Fälle von Akkreditierungsentzug aufgrund einer speziellen Ideologie bekannt seien.